# Jasarum
Jasarum é um género botânico pertencente à família Araceae.

## Espécies
- Jasarum steyermarkii